# Hamna bint Jahsh
Ḥamna bint Jahsh (in arabo ﺣﻤﻨـة ﺑﻨﺖ ﺟﺤﺶ‎?; La Mecca, ... – Medina, 641) è stata un Sahaba.

## Biografia
Ḥamna, o Ḥumna o Ḥammana bt. Jaḥsh era sorella di ʿAbd Allāh b. Jaḥsh, ʿUbayd Allāh b. Jaḥsh e di Zaynab bt. Jaḥsh ed era cugina del profeta Maometto, dal momento che sua madre Umayma bint ʿAbd al-Muṭṭalib era sorella di ʿAbd Allāh b. ʿAbd al-Muṭṭalib, padre del Profeta, .
Convertitasi precocemente all'Islam, sposò Musʿab b. ʿUmayr e con lui effettuò la Piccola Egira e poi l'Egira a Yathrib, partecipando come vivandiera e infermiera alla battaglia di Uhud in cui caddero martiri il marito e lo zio Ḥamza b. ʿAbd al-Muṭṭalib.
Rimasta vedova, sposò in seconde nozze il Compagno del Profeta, Ṭalḥa b. ʿUbayd Allāh, uno dei Dieci Benedetti (al-ʿAshara al-Mubashshara bi-l-janna) e da lui ebbe due figli: Muḥammad - detto Sajjād per la sua grande devozione - e ʿImrān.